# Sérgio de Tela
Sérgio de Tela (séc. VI, Tela, Império Romano do Oriente - séc. VI, Constantinopla, Império Romano do Oriente) foi o patriarca de Antioquia e chefe da Igreja Ortodoxa Siríaca de c. 544 a c. 547 ou c. 557 a 560.

## Biografia
Sérgio nasceu em Tela e era amigo de Jacó Baradeu. Tornou-se monge no mosteiro de Hala e foi ordenado padre pelo bispo João de Anazarbo. Como monge, Sérgio aceitou a doutrina do triteísmo, e acompanhou Jacó Baradeu a Constantinopla em 527. Em Constantinopla, Sérgio foi tutor do neto da Imperatriz Teodora, Atanásio, e tornou-se amigo de João Filopono, que escreveu um tratado não calcedônico chamado "Um Tratado Sobre o Todo e as Partes" a pedido de Sérgio.
Jacó Baradeu, que se tornou bispo de Edessa, consagrou Sérgio como patriarca de Antioquia em Constantinopla, consolidando assim o cisma na Igreja de Antioquia na Igreja siríaca não calcedônia e na Igreja ortodoxa grega calcedônia de Antioquia. As fontes discordam sobre a data da consagração de Sérgio como patriarca. De acordo com a Crônica de Zuquenim, ele foi consagrado em 544, enquanto João de Éfeso em sua História Eclesiástica data a consagração em 557. Sérgio residiu em Constantinopla durante seu mandato como patriarca, pelo qual foi posteriormente erroneamente denominado patriarca de Constantinopla pelo historiador do século XIV Nicéforo Calisto Xantópulo em sua História Eclesiástica. Ele morreu de morte natural, seja em 547, segundo a Crônica de Zuquenim, ou em 560, segundo João de Éfeso.